# نيل دان (روائية)
نيل دان (بالإنجليزية: Nell Dunn)‏‏ (1936 في لندن - ) كاتبة سيناريو، وكاتبة مسرحية، وروائية، وصحفية، وكاتِبة من المملكة المتحدة.

## الجوائز
- جائزة لورنس أوليفيه
- جائزة جون لولين رايس  [لغات أخرى]‏
- Susan Smith Blackburn Prize [الإنجليزية]‏[11]
- زميل في الجمعية الملكية للأدب

## روابط خارجية
- نيل دان على موقع IMDb (الإنجليزية)
- نيل دان على موقع ألو سيني (الفرنسية)
- نيل دان على موقع أول موفي (الإنجليزية)
- نيل دان على موقع قاعدة بيانات برودواي على الإنترنت (الإنجليزية)
- نيل دان على موقع قاعدة بيانات الأفلام السويدية (السويدية)
- نيل دان على موقع قاعدة بيانات الفيلم (الإنجليزية)
- نيل دان على موقع كينوبويسك (الروسية)